# Taq-e Kisra

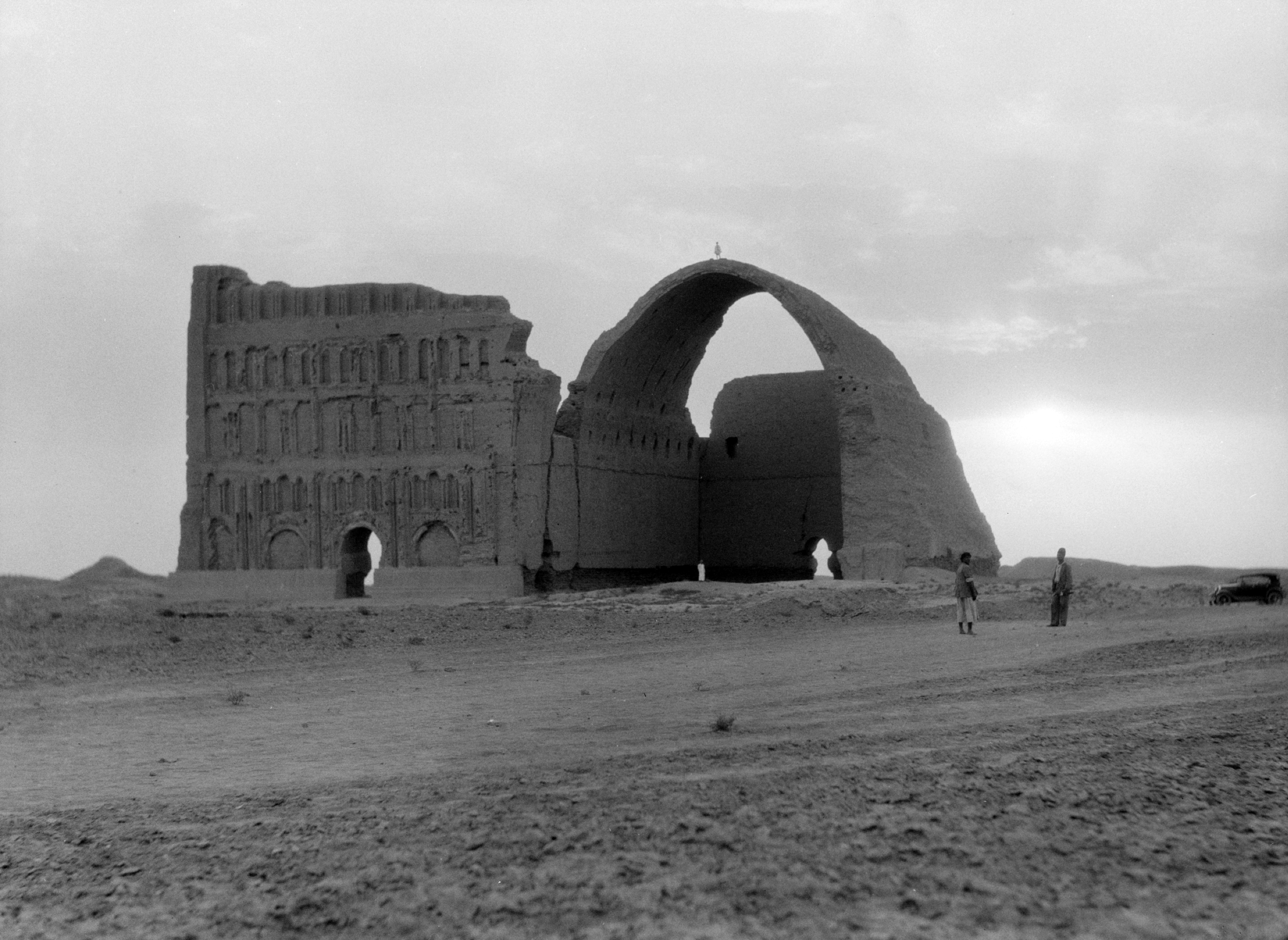
Le palais de Ctésiphon ou Taq Kasra, en 1932

Le taq-e Kisra ou Taq Kasra (littéralement : iwan de Chosroès ; en persan : طاق كسرى) est un monument perse sassanide en ruines situé aujourd'hui en Irak, à 35 kilomètres au sud-est de Bagdad. C'est le seul vestige visible de l'antique cité de Ctésiphon (appelée par les Arabes Al-Madaïn).

## Histoire
La date de construction de ce palais est incertaine. Il existe deux hypothèses qui retracent la fondation du complexe, reposant sur des sources historiques de nature différentes. Oscar Reuther, spécialiste de l’architecture du Proche-Orient situe la construction du palais dans la première moitié du VIe siècle de notre ère, sous le règne du roi sassanide Khusraw I Anushirvan. Pour avancer son hypothèse, Oscar Reuther met en avant le style de l’arcade aveugle de la façade. C’est donc une analyse architecturale qui lui permet d’énoncer sa supposition. Au contraire, Ernst Herzfeld, iranologue et archéologue allemand, s’appuie sur la chronique sassanide Khudhay-Nama pour situer la date de fondation au IIIe siècle de notre ère, sous le règne Shapur I. Enfin la confusion concernant la date de construction est alimentée par des écrivains de la fin du Moyen Age, tels que Tabari qui confondent le palais avec « le palais blanc ».
Taq-e Kisra est considéré comme le symbole de l'Empire perse durant la dynastie sassanide. Il est un symbole de la puissance de l’empire sassanide. L'arc, le plus grand jamais construit à cette époque, mesure 37 mètres de hauteur, 27 mètres de largeur et 50 mètres de longueur. La forme de l'arc s'approche d'une loi mathématique : la « chaînette renversée », appelée ainsi par Huygens en 1691. Il est probable que l’iwan s’ouvrait sur une cour massive et qu’un autre iwan, aussi monumental lui faisait face.
Concernant la décoration, des tessons de mosaïques de verres ont été retrouvés à proximité.
Cette construction marque l’imaginaire des musulmans et va devenir la matrice d’une architecture avec des porches ouverts sur jardins que l’on retrouve dans de nombreuses mosquées ou encore sous la forme d’iwan donnant sur des cours.
Pendant l'expansion islamique du VIIe siècle, le palais est en partie détruit. Selon les historiens, l'autodafé des immenses bibliothèques perses par les troupes musulmanes, contenant tout le savoir de l'empire sassanide dura plus de six semaines, d'un feu continu, nuit et jour. En 1888, une crue du Tigre provoque l'effondrement d'un tiers de l'édifice et en 1909, une partie de la façade nord s'effondre. En 1972, la Direction Générale des Antiquités d’Irak entame la restauration de l’aile sud. Les travaux de restauration pour l’aile nord débutent en 1975. Sa reconstruction, entreprise par Saddam Hussein, a été interrompue en 1991. Le monument n'est pas classé à l'Organisation des Nations unies pour l'éducation, la science et la culture (UNESCO).

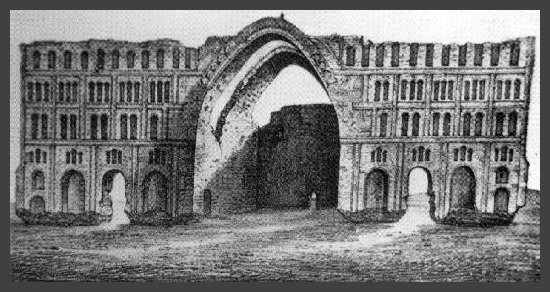
Ctésiphon (Tâgh-i Kasrâ). Dessin du capitaine Hart, 1824.
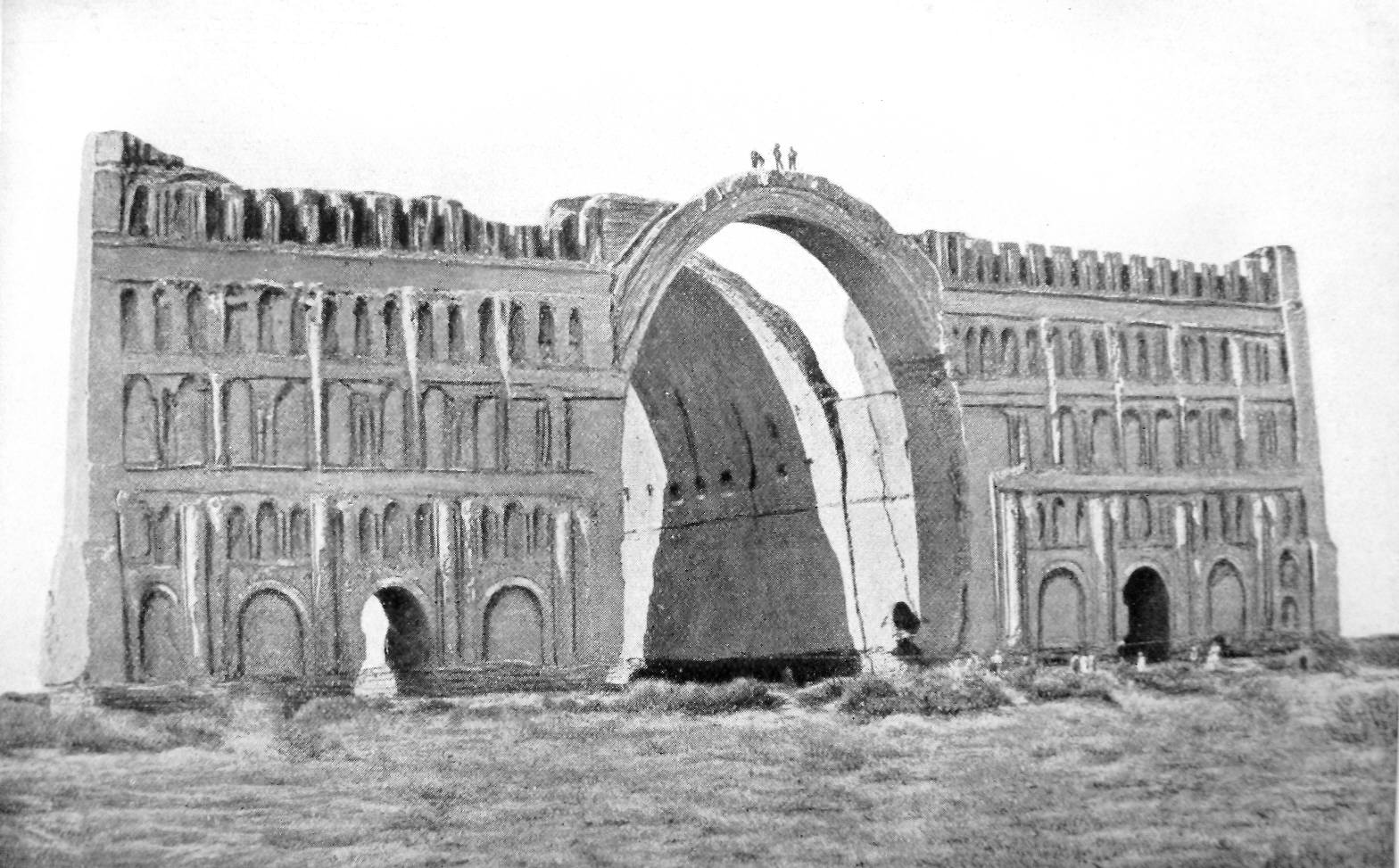
Le palais de Ctésiphon, en 1864
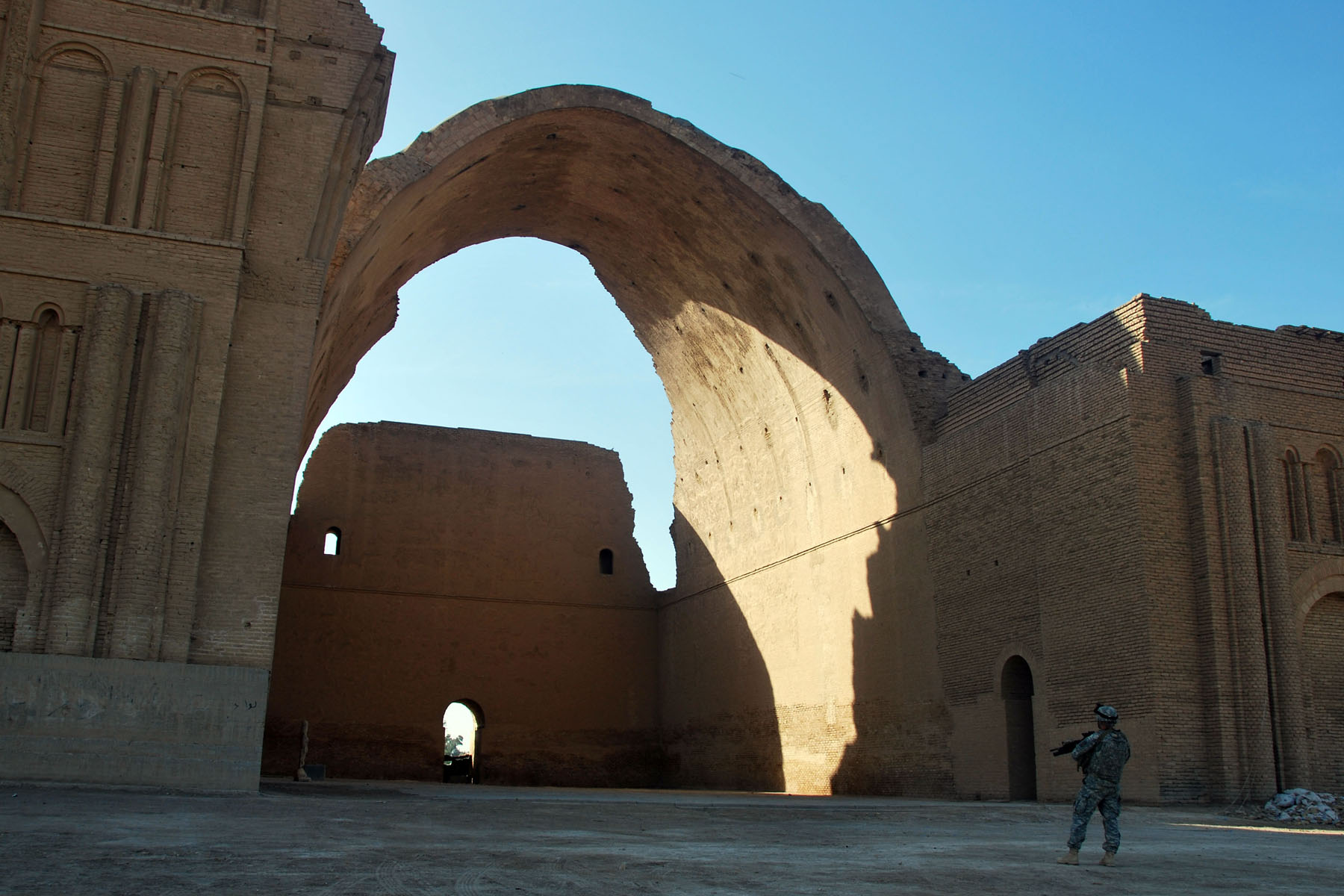
Le palais de Ctésiphon, en 2008
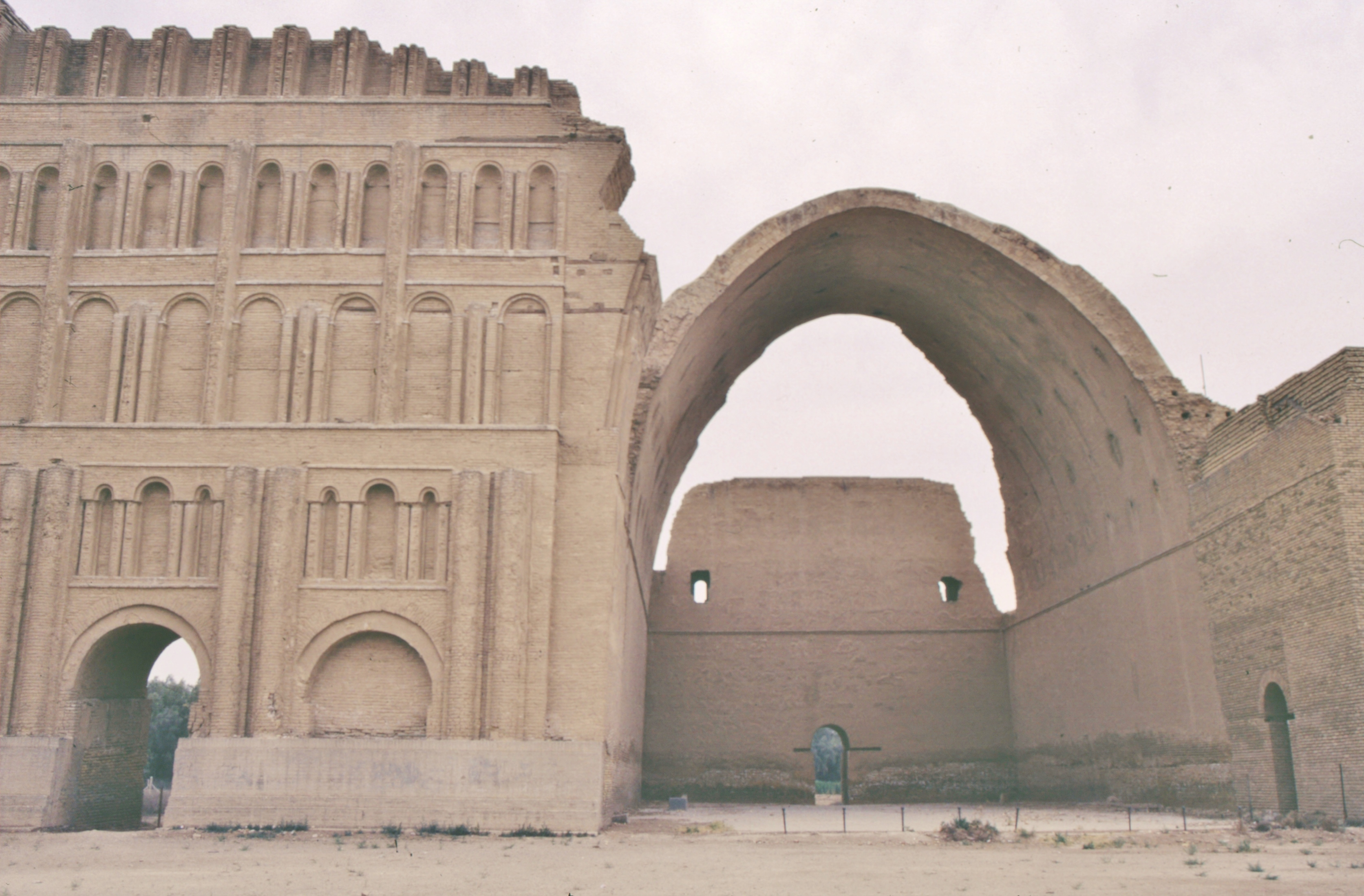
Le palais de Ctésiphon, en 2014

En 2018, Pejman Akbarzadeh a réalisé le premier documentaire sur Taq Kasra. Le film a été présenté dans divers musées et conférences en Europe et aux Etats-Unis.